# Йохан Валбуена
Йохан Иван Аренас Валбуена (на испански: Yhojan Iván Arenas Valbuena) е колумбийски футболист, който играе на поста офанзивен полузащитник.

## Кариера
Валбуена е юноша на Индепендиенте Меделин. Дебютира за първия тим на 7 октомври 2018 г. при победата с 2:1 като домакин на Атлетико Насионал.

### Ботев Враца
На 8 юли 2022 г. Йохан е обявен за ново попълнение на врачанския Ботев. Прави дебюта си на 22 юли при загубата с 2:1 като гост на Славия.

## Успехи
Индепендиенте Меделин
- Апертура (1): 2016
- Копа Коломбия (1): 2019